# ابوبکروو
ابوبکروو (انگلیسی: Abubakirovo) یک شهرک در شهرستان خایبولینسکی استان باشقیرستان کشور روسیه است.